# Nádorkert megállóhely
Nádorkert megállóhely egy tervezett vasúti megállóhely Budapest XI. kerületében, Nádorkert és Infopark városrészek határa (Dombovári út) mentén, az előbbi központjához közelebb, az 1-es villamos Budafoki út/Dombóvári út és Infopark nevű megállói közötti területen.

## Története
Ugyan a vasúti összeköttetés a mai Kelenföld vasútállomás és Ferencváros vasútállomás között az Összekötő vasúti híd (népnyelven sokszor még: Déli összekötő vasúti híd) 1877-es átadása óta létezik, a két állomás közti szakaszon sohasem épült egyetlen megállóhely sem.
A körvasút megújítására 2017-ben írták ki a közbeszerzést. A 2019-ben megindult teljeskörű felújításának és bővítésének részeként Európai Uniós forrásból két új megállóhelyet is terveznek építeni a hivatalos ütemterv szerint 2023-ban ezen a részen, a Duna mindkét oldalán egyet-egyet. A budai oldalon Nádorkert, a pesti oldalon pedig Közvágóhíd megállóhely néven. A számítások szerint mindkét megálló roppant forgalmas lesz majd, ha egyszer elkészül.
Ha elkészül, az 1861-ben nyílt Albertfalva megállóhely és a szintén 1861-ben átadott Kelenföld vasútállomás után több, mint 160 évvel ez lesz a harmadik vasútállomás Budapest XI. kerületében.

## Megközelítése budapesti tömegközlekedéssel
A tervezett vasúti peron egyik, vagy másik végénél már most is van megállója az 1-es villamosnak, illetve a 33-as, 133E és 154-es buszoknak.